# Deutsche Kanzleischrift

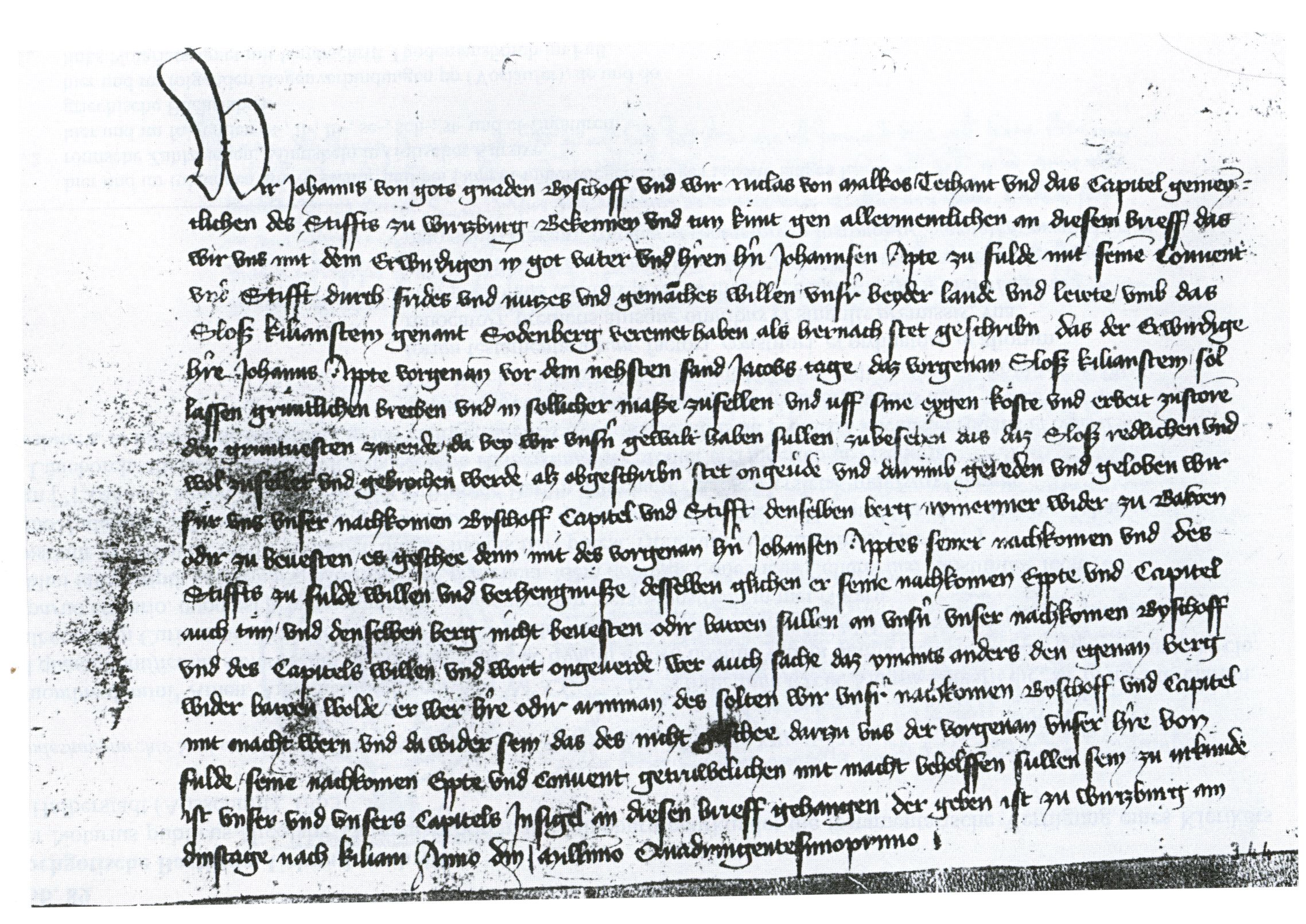
Kanzleibastarda in einer Urkunde Bischof Johanns von Würzburg, 1401.

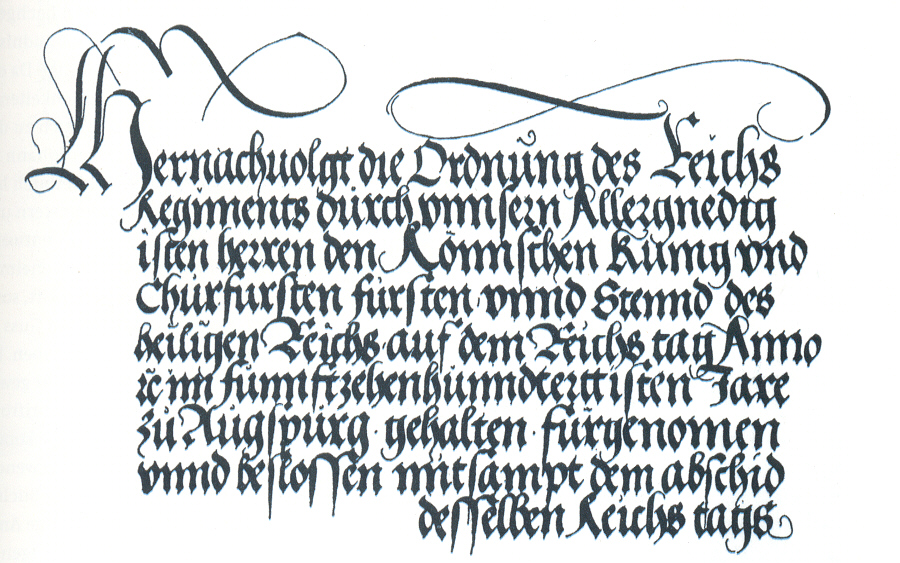
Kanzleischrift um 1500. Auszeichnungsschrift des Reichsregisters

Die Deutsche Kanzleischrift (oder Kanzleikurrent) ist eine Gebrochene Schrift, die im deutschsprachigen Raum zwischen dem 15. Jahrhundert und dem 19. Jahrhundert für amtliche Schriftstücke und Dokumente gebräuchlich war. Sie hat starke Grundstriche und kurze Ober- und Unterlängen. Sie entstand aus der Bastarda, einer gebrochenen Schrift, verfügt aber über eine hohe Schnörkeldichte.
Im Lauf des 14. Jahrhunderts wurde die Bastarda als Kanzleischrift (Kanzleibastarda) entwickelt. Sie entstand aus dem Bedürfnis nach einer einerseits flüssig schreibbaren, andererseits aber auch ästhetischen Ansprüchen genügenden Schrift für Dokumente. Aus der Kanzleibastarda entwickelte sich im frühen 16. Jahrhundert die deutsche Kurrentschrift.